# Zarge

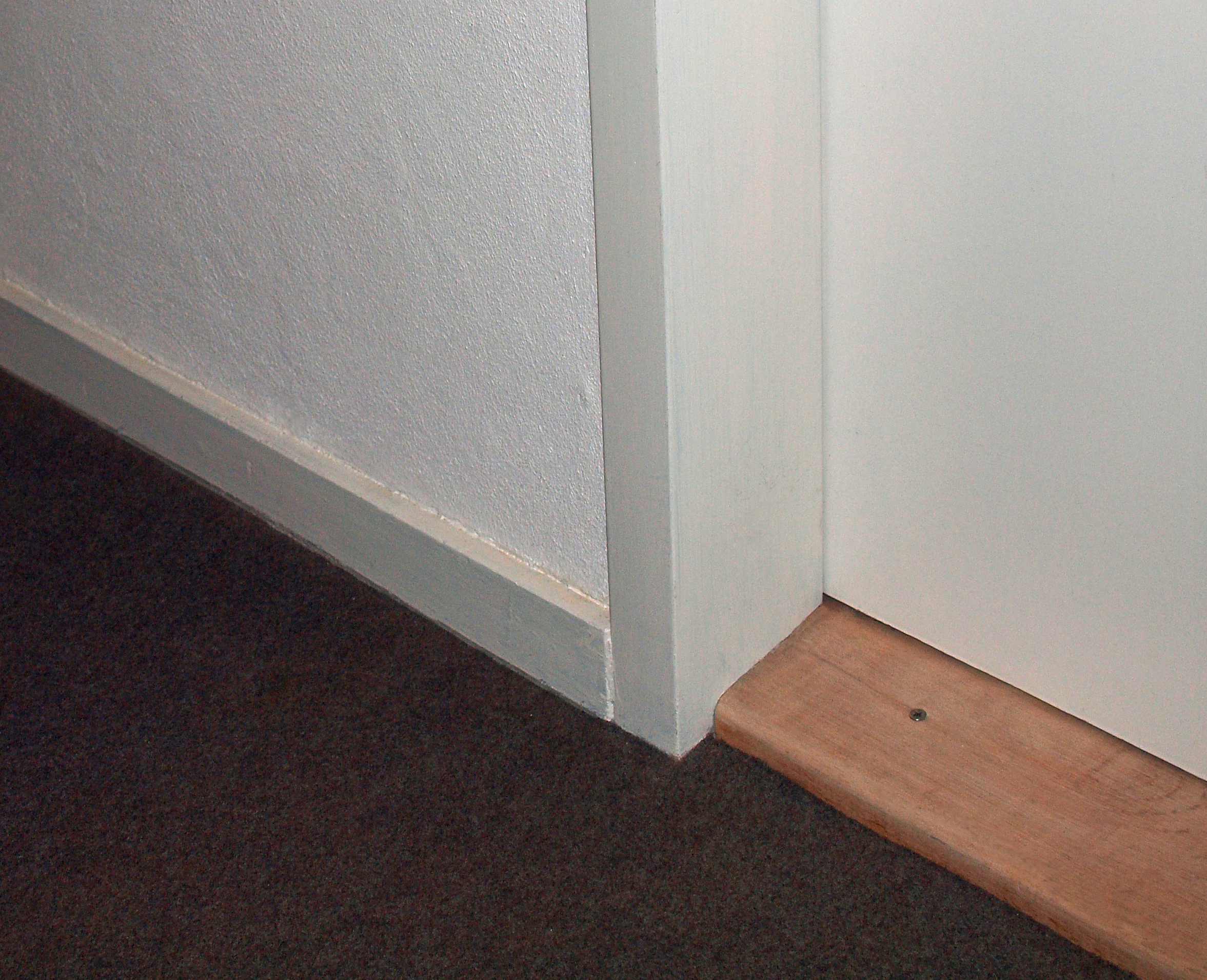
Türzarge und Schwelle

Eine Zarge ist die „rahmenartige hölzerne Einfassung von Türen und Fenstern (Zargenfenster) aus Bohlen oder Vierkantholz. Eine Zarge ist bündig mit der äußeren Mauerflucht versetzt und wird beim Aufführen des Mauerwerks mit eingemauert.“ Eine Türzarge ist der der Laibung zugewandte Teil des Türrahmens und dient zur Befestigung des Türblatts. Heutzutage werden viele Zargen aus Metall geliefert. Die untere Seite wird von der Türschwelle gebildet.

## Wortherkunft
Das Wort „Zarge“ geht zurück auf althochdeutsch zarga f. „Seitenwand, Rand“ und ist verwandt mit altenglisch targe f./targa m. „kleiner Schild, Rundschild“ sowie altnordisch targa f. „Rundschild“, woraus sich eine urgermanische Grundbedeutung „Rand“ und davon „seitliche Einfassung“, „Rahmen“ ergibt. Verwandt ist das Wort vielleicht mit altgriechisch δράσσεσθαι drássesthai „fassen“.
In der Fassbinderei bezeichnet das Wort ‚Zarge‘ (oder auch ‚Gargel‘) die Nut, in die der Boden eingearbeitet ist. Es ist anzunehmen, dass sich der Begriff anfangs auf Holzverbindungen bezog, die das rechtwinklige Fügen erlauben (Eckverbindungen, wie Nut und Einschübling, Gratung und Ähnliches), und sich dann auf die damit eingebauten Seitenteile übertrug.

## Tür- und Fensterzarge

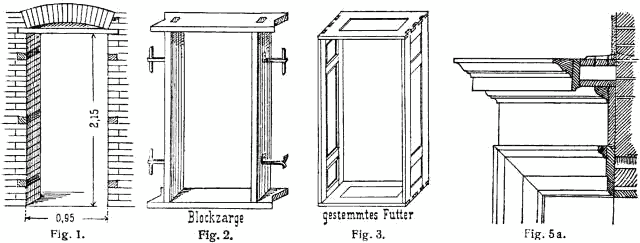
Fig. 2 und 3 Türzargen für eine Rohbauöffnung (Fig. 1). Lexikon von Otto Lueger, 1904

Die folgenden Angaben treffen sinngemäß auch auf Fenster-Zargen (Fensterstock) zu.
Die Türzarge (auch Türfutter, Türgerüst) ist die feststehende Bekleidung der Mauerlaibung, also der der Türöffnung zugewandten Maueroberflächen, in der sich der bewegliche Teil der Tür (Türblatt, Türflügel) befindet. Die Türzarge dient vornehmlich zum Anschlag des Türblatts, also zur Befestigung und als formschlüssiges Gegenstück der eigentlichen Tür. Für stabile Konstruktionen wird eher die Bezeichnung Blockzarge verwendet, für dünnere die Bezeichnung Türfutter, Eck- und Umfassungszargen verkleiden zusätzlich auch die Umgebung der Wandöffnung, umfassen also zusätzlich einen Blendrahmen. Eine Schwelle findet sich oft als abdichtendes, aussteifendes oder abdeckendes Element am unteren Teil der Zarge. 
Die Türzarge dient meist zur Aufnahme der Türbänder (Scharniere). Deren Position an der Zarge ist abhängig von der Öffnungsrichtung der Tür. Üblicherweise ist – außer bei zweiflügeligen Türen – an der Türzarge noch das Schließblech für die Schlossfalle auf der dem Türband gegenüberliegenden Seite montiert.
Türzargen bestehen in der Regel aus Holz bzw. Holzwerkstoffen, Stahl (Stahlzarge) oder Aluminium.
Man unterscheidet hinsichtlich der Konstruktion:
- Die Zarge im engeren Zinne, auch als Türfutter oder Futterzarge bezeichnet, bekleidet die Mauerlaibung, also die der Türöffnung zugewandten Maueroberflächen. Statt klassischer hölzerner Umfassungszargen (mit Blendrahmen an beiden Außenseiten, s. u.) werden heute oft Stahlzargen eingesetzt. In der modernen Architektur werden solche Zargen durch eine elastische Fugenmasse oder über ein U-Profil an die Wand angeschlossen, welches eine Schattenfuge bildet.
- Die Umfassungszarge entspricht dem gewöhnlichen Türrahmen der Umgangssprache und besteht aus dem Türfutter und beidseitigen Blendrahmen, auch Verkleidungen genannt.
- Eckzarge, umfasst die Wandöffnung nur an einer Seite und dem ihr zugewandten Teil, eventuell mit angeschlossenem Blendrahmen, und ist meist in Stahl oder Aluminium ausgeführt.
- Rohrrahmenzarge (aus Stahl, Kunststoff oder Aluminium), meist als Blockrahmen ausgebildet
- Blockrahmen, regional Stockzarge oder Türstock genannt, ein Türrahmen mit kompaktem, einteiligem Querschnitt, der je nach Einbaulage weiter differenziert wird in die:
  - Blockzarge, welche in der Türlaibung montiert wird und diese in ganzer Breite ausfüllt, den
  - Stockrahmen, welcher ebenfalls in die Türlaibung montiert wird, aber nicht so breit ist wie diese., und die
- Eine Blendrahmenzarge wird wie ein Blendrahmen auf die einem Raum (oder der Umgebung) zugewandte Seite der Mauer gesetzt, besitzt aber wie eine Zarge Aufhängevorrichtung und Anschlagsfalz für das Türblatt.

### Standardmaße Türen
Gängige Normmaße sind:
- Türbreite: 834 mm (innenliegend, z. B. bei Glastüren oder stumpf einschlagenden Türen)
Daraus leiten sich folgende Maße ab: 819 mm Zargendurchgangsmaß, 841 mm Zargenfalzmaß, 860 mm Türbreite außen (bei Überstand gefälzter Türen), 875 mm Baurichtmaß der Maueröffnung nach DIN 18100, 885 mm Baupraxis der Maueröffnung für heutige Normzargen.
Weitere übliche Breiten leiten sich ab aus den Tür-Norm-Breiten 584 mm (sehr schmal), 709 mm (schmal), 959 mm (breit), 1084 mm (sehr breit) und 1209 mm (extra breit).
- Türhöhe: 1972 mm (normal) bzw. 2097 mm (hoch) innen, 1985 bzw. 2110 mm außen
- Bandbezugslinie, die Kontaktfläche zwischen Bandteil der Zarge und Bandteil der Tür: 241 mm zwischen oberem Türrand und oberem Band, 1435 mm zwischen oberem und unterem Band.